# Omloopsnelheid crediteuren
De omloopsnelheid van crediteuren geeft aan hoe snel een crediteur wordt betaald. Hoe lager de uitkomst van deze ratio des te sneller de crediteur wordt betaald en hoe krapper de liquiditeit (liquide middelen) van de onderneming.
{\displaystyle Omloopsnelheid~van~crediteuren={\frac {kostprijs~van~de~omzet}{crediteuren}}}
Een nauwkeuriger alternatief is het meten aan de hand van de inkopen op rekening, omdat deze een direct verband houden met de crediteuren. Voor buitenstaanders is deze berekening lastig uit te voeren, omdat dergelijke gegevens niet van de jaarrekening valt af te leiden.
{\displaystyle Omloopsnelheid~van~crediteuren={\frac {inkopen~op~rekening}{crediteuren}}}

De reciproke geeft de omlooptijd van crediteuren weer. Dit is de gemiddelde kredietduur van een vordering en wordt meestal uitgedrukt in dagen. Hoe hoger de uitkomst van deze breuk, des te gunstiger is dit voor de liquiditeit en hoe langer men over leverancierskrediet kan beschikken.
{\displaystyle Omlooptijd~van~crediteuren=({\frac {crediteuren}{kostprijs~van~de~omzet}})*365}
of:
{\displaystyle Omlooptijd~van~crediteuren=({\frac {crediteuren}{inkopen~op~rekening}})*365}